# Le Charme
Le Charme település Franciaországban, Loiret megyében. Lakosainak száma 149 fő (2022. január 1.). Le Charme Saint-Maurice-sur-Aveyron, Champcevrais, Champignelles, Aillant-sur-Milleron és Charny Orée de Puisaye községekkel határos.

## Népesség
A település népességének változása:
| Lakosok száma | 161  | 154  | 141  | 139  | 148  | 146  | 151  | 156  | 157  | 149  |
|               | 1968 | 1982 | 1990 | 2006 | 2013 | 2015 | 2017 | 2019 | 2020 | 2022 |